# تنگه کیتان

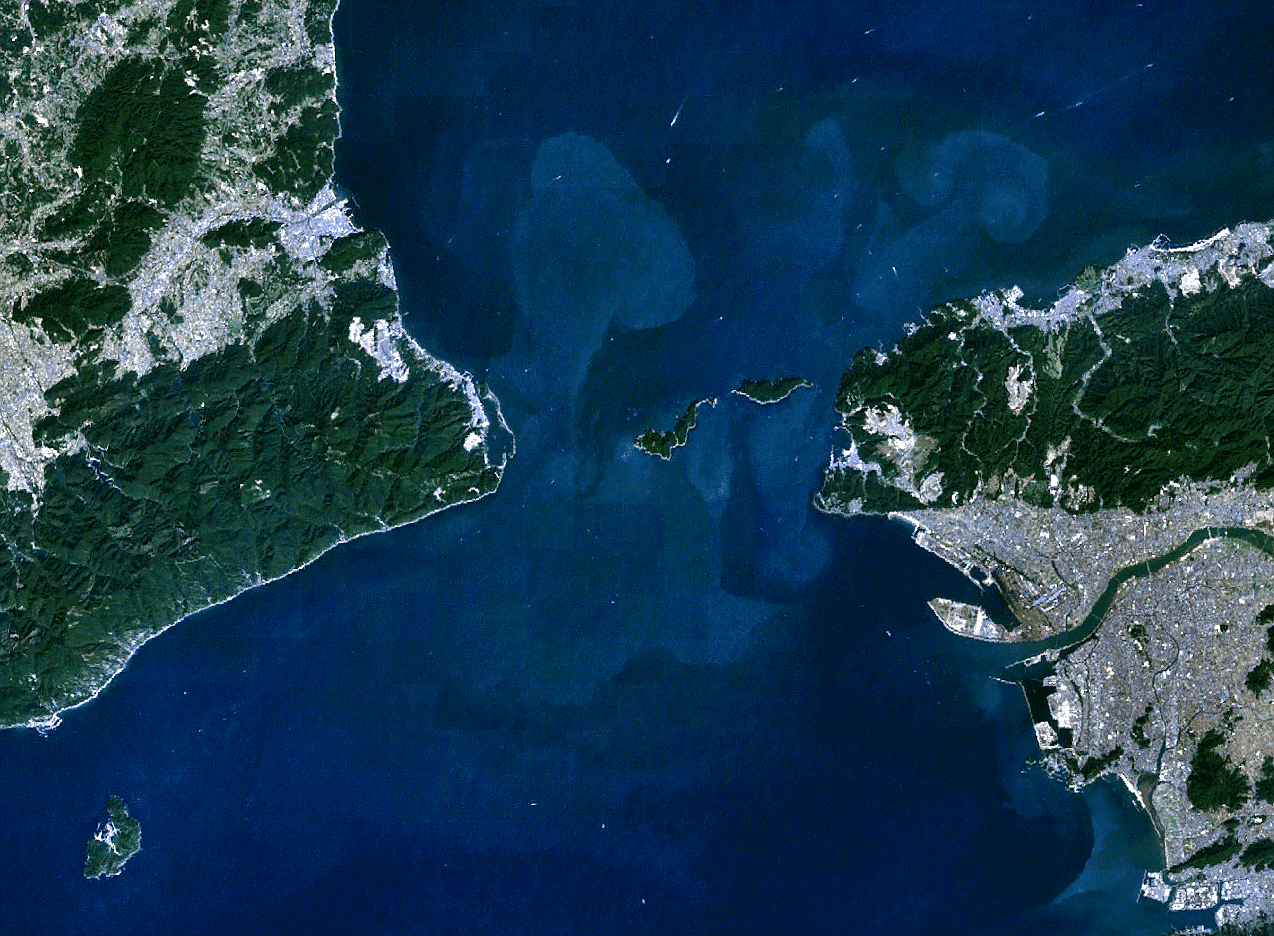

تنگه کیتان (به ژاپنی: 紀淡海峡, Kitan kaikyō)، جزیره آواجی را از واکایاما، استان واکایاما، ژاپن جدا می‌کند و خلیج اوساکا را در شمال به کانال کی در جنوب متصل می‌کند. عرض کلی آن ۱۱ کیلومتر است، اما جزایر توموگاشیما این فاصله را که قرار است توسط یک پل پیشنهادی طی شود، کاهش می‌دهند.  این تنگه بخشی از پارک ملی ستونایکای را تشکیل می‌دهد.